# Darío Perez-Flores
Darío Perez-Flores (Valera, 1936) é um escultor venezuelano.

## Biografia
Desde 1970, o artista vive e trabalha em Paris. Após os primeiros trabalhos em escultura, elementos móveis em metal e acrílico, Perez-Flores elaborou os seus primeiros relevos — tramas-móveis acionadas por motores, onde linhas que se movimentam ao mesmo tempo no sentido vertical e horizontal sobre um fundo, modificando assim a relação espaço-fundo-cor.
Em 1976 realizou a prochromatiques, obra com várias tiras coloridas suspensas sobre um fundo degradé, criando pelo deslocamento do espectador, atmosferas cromáticas mutantes.
A obra de Perez-Flores tem a atualidade que a arte cinética ou “op art” (abreviação inglesa para ‘arte óptica’) até hoje propõe. A arte cinética é um movimento que nasceu há 50 anos na Europa e que em seguida chegou aos EUA. Ela é tida como a arte que ensinou os artistas mais jovens a saírem do plano e a criarem instalações.
Ele pertence a um extraordinário grupo de artistas venezuelanos que contribuiu muito com a arte do século XX, da qual também fazem parte Alejandro Otero, Jesús-Rafael Soto e Carlos Cruz-Diez. As obras de Perez-Flores estão nas principais feiras internacionais de arte e nas melhores galerias da Europa.

## Formação artística
- Escola de Belas Artes, Valencia, Venezuela (1957-61);[3]
- Universidade Central-Venezuela (1965-69);[3]
- Universidade de Paris, Faculdade de Artes Plásticas (1970-1973).[3]

## Feiras internacionais
- Fiac Paris,
- Arco Madrid,
- Art Stockholm,
- Art Brussels,
- Foire de Bâle,
- Art Frankfurt,
- Art Cologne,
- Foire Strasbourg,
- Lineart Gent, e
- Art Link.

## Coleções públicas
- Museu de Arte Moderna da Cidade de Paris, França
- Centre Apolo, Lausanne, Suíça
- Museu Kunzelsau, Alemanha
- Caisse Nationale D'Assurance (CNA) Suíça
- Schweizerische Bank Gesellschaft, Zurich, Suíça
- Museu de Belas Artes de Caracas, Venezuela
- Galeria de Arte Nacional, Caracas,Venezuela
- Gallery Waitingroom, Ingram, Mónaco
- South East Bank, Miami, USA
- Mairie de Lausanne, Suíça

## Exposições individuais
- 1971 | Galerie Suzanne Bolag, Zurique, Suíça
- 1973 | Galerie Adelphi, Padoue, Italie Centre d’art Santelmo, Salo, Itália
- 1974 | Galerie du Hau
- 1979 | Chambre de Commerce, Valença, Venezuela
- 1981 | Galerie Denise René, Paris, França
- 1982 | Galerie Graphic CB/2, Caracas, Venezuela
- 1983 | Galerie Denise René, Paris, França
- 1984 | Galerie Latzer, Kreuzlingen, Suíça
- 1985 | Galerie El Parque, Valença, Venezuela
- 1986 | Galerie Denise René, Paris, França
- 1988 | Gesellschaft für Kunst und Gestaltung, Bonn, Alemanha
- 1988 | Galerie Iynedjian, Lausanne, Suíça
- 1990 | Galerie Jacques Raymond, Bonn, Alemanha
- 1991 | Galerie Sankt Johann, Saarbrücken, Alemanha
- 1991 | Villa Kenwin, La Tour-de-Peilz, Suíça
- 1993 | Galerie Denise René, Paris, França
- 1994 | Galerie Lydia Jametti, Bachenbülack, Suíça
- 1994 | Galerie Amaryllis, Bruxelas, Bélgica
- 1996 | Galerie Iynedjian, Lausanne, Suíça
- 1997 | Galerie am Lindenplatz, Schaan, Liechtenstein
- 1998 | Galerie Art Nouveau, Maracaibo, Venezuela
- 2000 | Galerie de Arte Ascaso, Valença, Venezuela
- 2002 | Galerie Latzer, Kreuzlingen, Suíça
- 2005 | Galerie Denise René, Paris, França
- 2006 | Benoot Gallery- Bélgica
- 2007 | Gesellschaft Fur Kunst Und Gelstaltung, Bonn, Alemanha
- 2007 | Galerie La Ligne, Zurique, Suíça
- 2007 | Espaço Eliana Benchimol, Rio de Janeiro, Brasil